# Marche aux Jeux olympiques
Pour un article plus général, voir Athlétisme aux Jeux olympiques.
La marche figure au programme des Jeux olympiques depuis 1908 à Londres.
Disputée initialement par les hommes sur la distance de 3 500 m et 10 mile, elle se déroule sur 3 000 m lors des Jeux de 1920. L'épreuve prend la forme d'un 10 kilomètres de 1912 à 1924, et de 1948 à 1952. Entre-temps, en 1932, le 50 km marche fait son apparition au programme olympique. En 1956, le 20 km marche remplace le 10 km. En 2024, une épreuve par équipes mixtes remplace le 50 km.
La première épreuve de marche athlétique féminine aux Jeux olympiques apparaît en 1992 à Barcelone. Elle se dispute sur 10 km jusqu'en 1996, avant d'être remplacée par le 20 km à partir des Jeux de Sydney en 2000.
Chez les hommes, le Polonais Robert Korzeniowski est le marcheur le plus titré avec 4 médailles d'or remportées entre 1996 et 2004, dont 3 sur le 50 km et 1 sur le 20 km. Chez les femmes, la Chinoise Liu Hong est la seule marcheuse à avoir remporté 1 médaille d'or (en 2016), 1 médaille d'argent (en 2012), et une médaille de bronze (en 2021) à chaque fois sur 20 km.
Les records olympiques sur 20 km marche sont actuellement détenus par le Chinois Chen Ding, auteur de 1 h 18 min 46 s lors des Jeux olympiques de 2012, et par la Chinoise Qieyang Shenjie, créditée de 1 h 25 min 16 s au cours de cette même édition de 2012. Sur 50 km marche, le record olympique est détenu par l'Australien Jared Tallent qui réalise le temps de 3 h 36 min 53 s lors de ces mêmes Jeux de Londres.

## Éditions
| Années | Années | 96 | 00 | 04 | 08 | 12 | 20 | 24 | 28 | 32 | 36 | 48 | 52 | 56 | 60 | 64 | 68 | 72 | 76 | 80 | 84 | 88 | 92 | 96 | 00 | 04 | 08 | 12 | 16 | 20 | 24 | Total |
| ------ | ------ | -- | -- | -- | -- | -- | -- | -- | -- | -- | -- | -- | -- | -- | -- | -- | -- | -- | -- | -- | -- | -- | -- | -- | -- | -- | -- | -- | -- | -- | -- | ----- |
| Hommes | 10 km  |    |    |    |    | X  | X  | X  |    |    |    | X  | X  |    |    |    |    |    |    |    |    |    |    |    |    |    |    |    |    |    |    | 5     |
| Hommes | 20 km  |    |    |    |    |    |    |    |    |    |    |    |    | X  | X  | X  | X  | X  | X  | X  | X  | X  | X  | X  | X  | X  | X  | X  | X  | X  | X  | 18    |
| Hommes | 50 km  |    |    |    |    |    |    |    |    | X  | X  | X  | X  | X  | X  | X  | X  | X  |    | X  | X  | X  | X  | X  | X  | X  | X  | X  | X  | X  |    | 20    |
| Hommes | Autres |    |    |    | X  |    | X  |    |    |    |    |    |    |    |    |    |    |    |    |    |    |    |    |    |    |    |    |    |    |    |    | 3     |
| Femmes | 10 km  |    |    |    |    |    |    |    |    |    |    |    |    |    |    |    |    |    |    |    |    |    | X  | X  |    |    |    |    |    |    |    | 2     |
| Femmes | 20 km  |    |    |    |    |    |    |    |    |    |    |    |    |    |    |    |    |    |    |    |    |    |    |    | X  | X  | X  | X  | X  | X  | X  | 7     |
| Mixte  | Autres |    |    |    |    |    |    |    |    |    |    |    |    |    |    |    |    |    |    |    |    |    |    |    |    |    |    |    |    |    | X  | 1     |

## Hommes

### Historique

#### 2000-2004

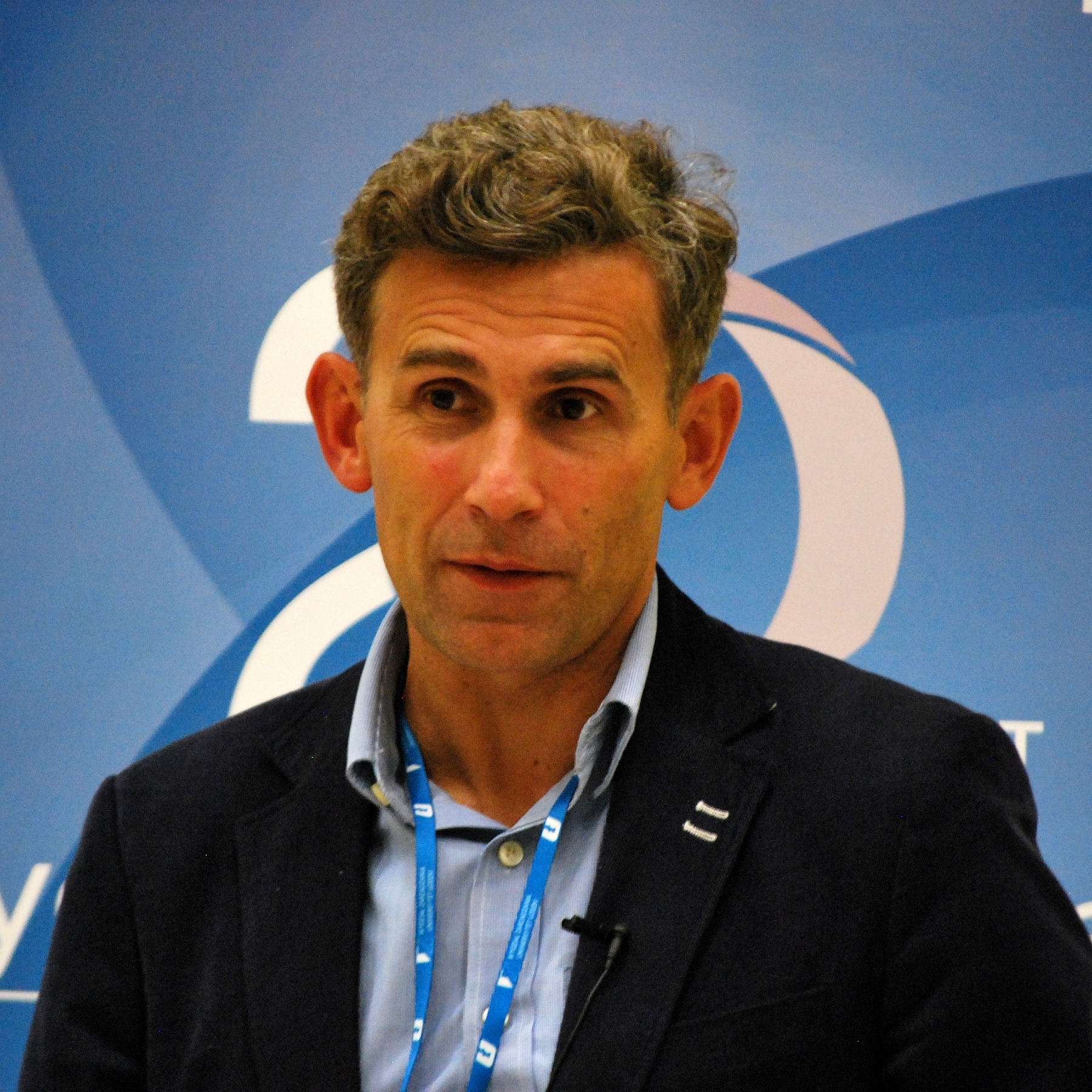
Robert Korzeniowski, champion olympique du 20 km en 2000 et du 50 km en 1996, 2000 et 2004.

Lors des Jeux olympiques de 2000 à Sydney, Robert Korzeniowski réalise un exploit inédit en devenant le premier athlète à obtenir les deux titres de la marche lors d'une même olympiade. Il s'impose tout d'abord sur le 20 km marche en battant le record olympique en 1 h 18 min 59 s, devançant de 4 secondes seulement le Mexicain Noé Hernández, tandis que le Russe Vladimir Andreyev empoche la médaille de bronze en 1 h 19 min 27 s. Pour la première fois aux Jeux Olympiques, les trois premiers ont marché en moins de 1 h 20 min sur cette distance. Une semaine plus tard, Korzeniowski gagne la médaille d'or sur 50 km en 3 h 42 min 22 s, devenant ainsi le premier marcheur à conserver son titre sur cette distance. Le podium est complété par le Letton Aigars Fadejevs et le Mexicain Joel Sánchez.
En 2004 à Athènes, Ivano Brugnetti devient le premier Italien champion olympique du 20 km marche en 1 h 19 min 40 s. Il franchit la ligne d'arrivée avec 5 secondes d'avances sur l'Espagnol Paquillo Fernández, et 22 secondes d'avances sur Nathan Deakes, lequel devient le premier Australien depuis Noel Freeman en 1960 à remporter une médaille olympique dans cette épreuve. Sur 50 km, Robert Korzeniowski glane son troisième titre olympique consécutif, un record, en devançant de plus de 4 minutes le Russe Denis Nizhegorodov. La médaille de bronze revient à un autre Russe, Aleksey Voyevodin.

#### 2008-2021

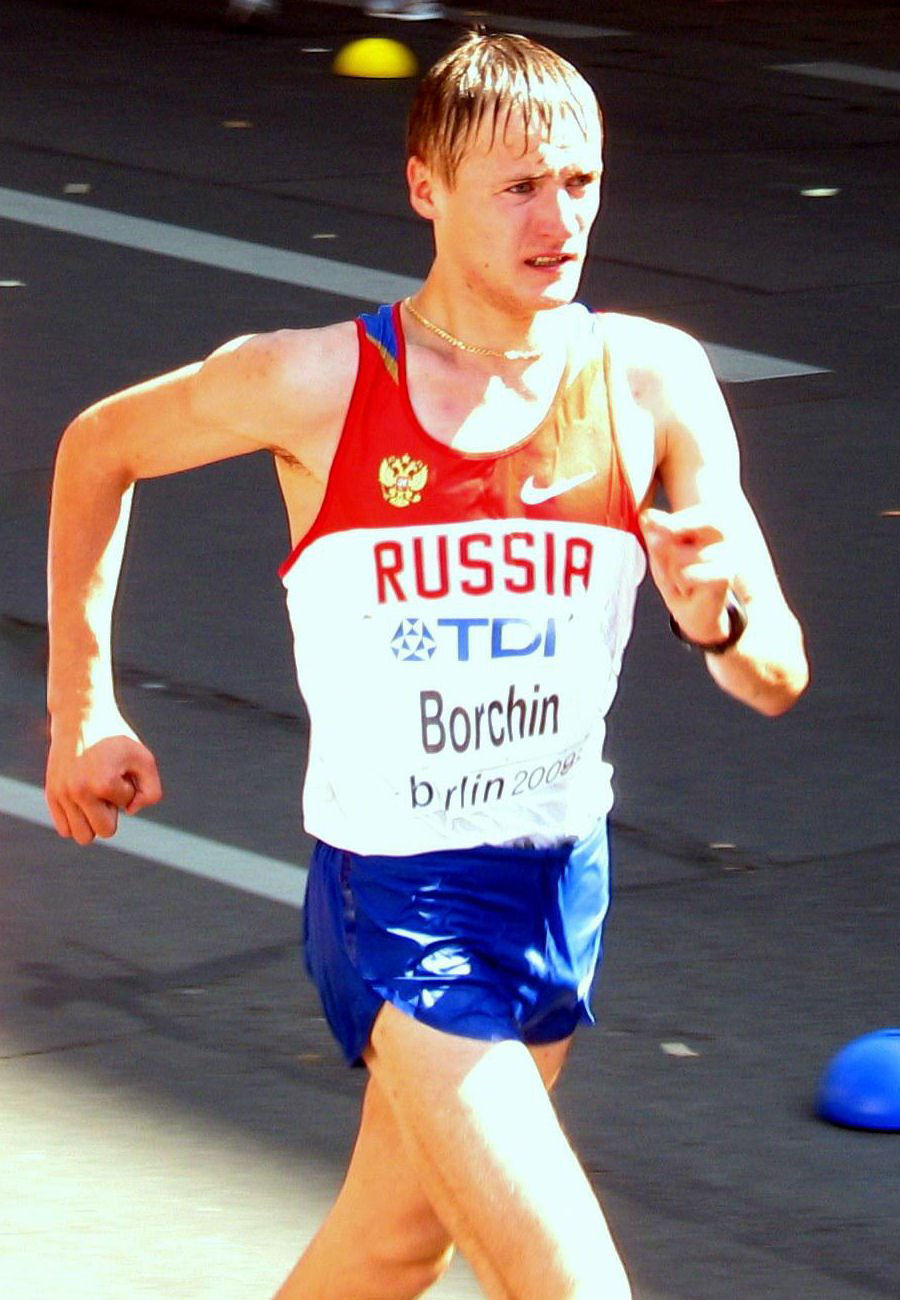
Valeriy Borchin, champion olympique du 20 km marche en 2008.

Aux Jeux olympiques de Pékin en 2008, le Russe Valeriy Borchin remporte la course des 20 km dans le temps de 1 h 19 min 01 s, en battant de 14 secondes le triple champion du monde équatorien et champion olympique de 1996 Jefferson Pérez. L'Australien Jared Tallent décroche lui la médaille de bronze en 1 h 19 min 42 s, succédant ainsi à son compatriote Nathan Deakes. La course du 50 km est quant à elle remportée par l'Italien Alex Schwazer qui établit un nouveau record olympique en 3 h 37 min 09 s et qui devient par la même occasion le premier Italien titré sur cette distance depuis Abdon Pamich en 1964. La médaille d'argent revient à Jared Tallent qui améliore son record personnel en 3 h 39 min 27 s et qui devient le premier sportif australien depuis 1972 à remporter deux médailles lors de mêmes Jeux Olympiques. Enfin, la troisième marche du podium est occupée par Denis Nizhegorodov, déjà médaillé d'argent en 2004.
Lors des Jeux Olympiques de Londres en 2012, le Chinois Chen Ding s'adjuge le titre sur 20 km avec un nouveau record olympique en 1 h 18 min 46 s, devenant ainsi le premier athlète chinois à remporter une médaille olympique en marche. Derrière lui, le Guatémaltèque Erick Barrondo décroche la première médaille olympique de l'histoire de son pays en prenant la deuxième place, tandis que le Chinois Wang Zhen termine à la troisième place dans le temps de 1 h 19 min 25 s. Quant à l'épreuve du 50 km, elle est remportée initialement par le Russe Sergey Kirdyapkin dans le temps de 3 h 35 min 59 s (record olympique) mais celui-ci est déclassé en 2016 pour dopage, la médaille d'or étant réattribuée à Jared Tallent avec un nouveau record olympique établi en 3 h 36 min 53 s. Le Chinois Si Tianfeng, médaillé d'argent en 3 h 37 min 16 s, et l'Irlandais Robert Heffernan, médaillé de bronze en 3 h 37 min 54 s (record d'Irlande), complètent le podium. Par ailleurs, cette course s'est disputé en l'absence du tenant du titre Alex Schwazer, suspendu pour dopage juste avant les Jeux.
Quatre ans plus tard à Rio de Janeiro, les Chinois Wang Zhen (déjà médaillé de bronze en 2012 à Londres) et Cai Zelin réalisent le doublé sur 20 km marche, une première depuis les Mexicains Ernesto Canto et Raul Gonzalez en 1984. La médaille de bronze revient à l'Australien Dane Alex Bird-Smith en 1 h 19 min 37 s. Sur 50 km, la course est d'abord menée par le Français Yohann Diniz, détenteur du record du monde depuis 2014, mais celui-ci connaît rapidement des ennuis gastro-intestinaux et doit s'arrêter momentanément en bord de la route. Lorsqu'il reprend la course, le Canadien Evan Dunfee revient à sa hauteur et l'encourage, mais peu de temps après, Diniz est victime d'un malaise et chute violemment au sol. Néanmoins, il se relève et continue sa marche jusqu'au bout de l'effort, terminant huitième à six minutes du vainqueur, le Slovène Matej Toth. Ce dernier s'impose en 3 h 40 min 58 s devant le tenant du titre Jared Tallent (qui remporte sa troisième médaille olympique consécutive sur la distance) et le Japonais Hirooki Arai.
Aux Jeux Olympiques de Tokyo en 2021, les épreuves de marche se déroulent dans la ville de Sapporo au nord du pays afin d'éviter les fortes chaleurs de la capitale japonaise pendant l'été. Sur 20 km, la victoire revient à Massimo Stano, premier Italien sacré sur cette distance depuis Ivano Brugnetti en 2004. Stano s'impose en 1 h 21 min 05 s devant deux Japonais, Koki Ikeda et Toshikazu Yamanishi (champion du monde en 2019), lesquels deviennent les premiers athlètes de leur pays médaillés sur cette épreuve aux JO. Sur 50 km, le Français Yohann Diniz prend rapidement la tête de la course avant de s'arrêter plusieurs fois et d'abandonner finalement au 28ème kilomètre, pour ce qui est la dernière marche de sa carrière. La course est remportée par le Polonais Dawid Tomala en 3h 50 min 08 s (le temps le plus long depuis 1992), devant l'Allemand Jonathan Hilbert et le Canadien Evan Dunfee. Le 50 km apparaissait pour la dernière fois au programme olympique, une épreuve mixte devant remplacer cette distance aux Jeux de Paris en 2024.

### Palmarès

#### 20 km marche
| Édition | Or                                             | Argent                                       | Bronze                                       |
| ------- | ---------------------------------------------- | -------------------------------------------- | -------------------------------------------- |
| 1956    | Leonid Spirin (URS) 1 h 31 min 28 s (OR)       | Antanas Mikanas (URS) 1 h 32 min 03 s        | Bruno Junk (URS) 1 h 32 min 12 s             |
| 1960    | Volodymyr Holubnychy (URS) 1 h 34 min 07 s 2   | Noel Freeman (AUS) 1 h 34 min 16 s 4         | Stanley Vickers (GBR) 1 h 34 min 56 s 4      |
| 1964    | Ken Matthews (GBR) 1 h 29 min 34 s (OR)        | Dieter Lindner (GER) 1 h 31 min 14 s         | Volodymyr Holubnychy (URS) 1 h 32 min 00 s   |
| 1968    | Volodymyr Holubnychy (URS) 1 h 33 min 58 s 4   | José Pedraza Zúñiga (MEX) 1 h 34 min 00 s 0  | Mykola Smaha (URS) 1 h 34 min 03 s 4         |
| 1972    | Peter Frenkel (GDR) 1 h 26 min 42 s 4 (OR)     | Volodymyr Holubnychy (URS) 1 h 26 min 55 s 2 | Hans-Georg Reimann (GDR) 1 h 27 min 16 s 6   |
| 1976    | Daniel Bautista (MEX) 1 h 24 min 41 s (OR)     | Hans-Georg Reimann (GDR) 1 h 25 min 14 s     | Peter Frenkel (GDR) 1 h 25 min 30 s          |
| 1980    | Maurizio Damilano (ITA) 1 h 23 min 35 s 5 (OR) | Pyotr Pochenchuk (URS) 1 h 24 min 45 s 4     | Roland Wieser (GDR) 1 h 25 min 58 s 2        |
| 1984    | Ernesto Canto (MEX) 1 h 23 min 13 s (OR)       | Raúl González (MEX) 1 h 23 min 20 s          | Maurizio Damilano (ITA) 1 h 23 min 26 s      |
| 1988    | Jozef Pribilinec (TCH) 1 h 19 min 57 s (OR)    | Ronald Weigel (GDR) 1 h 20 min 00 s          | Maurizio Damilano (ITA) 1 h 20 min 14 s      |
| 1992    | Daniel Plaza (ESP) 1 h 21 min 45 s             | Guillaume Leblanc (CAN) 1 h 22 min 25 s      | Giovanni De Benedictis (ITA) 1 h 23 min 11 s |
| 1996    | Jefferson Pérez (ECU) 1 h 20 min 07 s          | Ilya Markov (RUS) 1 h 20 min 16 s            | Bernardo Segura (MEX) 1 h 20 min 23 s        |
| 2000    | Robert Korzeniowski (POL) 1 h 18 min 59 s (OR) | Noé Hernández (MEX) 1 h 19 min 03 s          | Vladimir Andreyev (RUS) 1 h 19 min 27 s      |
| 2004    | Ivano Brugnetti (ITA) 1 h 19 min 40 s          | Francisco Fernández (ESP) 1 h 19 min 45 s    | Nathan Deakes (AUS) 1 h 20 min 02 s          |
| 2008    | Valeriy Borchin (RUS) 1 h 19 min 01 s          | Jefferson Pérez (ECU) 1 h 19 min 15 s        | Jared Tallent (AUS) 1 h 19 min 42 s          |
| 2012    | Chen Ding (CHN) 1 h 18 min 46 s (OR)           | Erick Barrondo (GUA) 1 h 18 min 57 s         | Wang Zhen (CHN) 1 h 19 min 25 s              |
| 2016    | Wang Zhen (CHN) 1 h 19 min 14 s                | Cai Zelin (CHN) 1 h 19 min 26 s              | Dane Alex Bird-Smith (AUS) 1 h 19 min 37 s   |
| 2020    | Massimo Stano (ITA) 1 h 21 min 5 s             | Kōki Ikeda (JPN) 1 h 21 min 14 s             | Toshikazu Yamanishi (JPN) 1 h 21 min 28 s    |
| 2024    | Brian Daniel Pintado (ECU) 1 h 18 min 55 s     | Caio Bonfim (BRA) 1 h 19 min 9 s             | Álvaro Martín (ESP) 1 h 19 min 11 s          |

#### 50 km marche
| Édition | Or                                             | Argent                                      | Bronze                                    |
| ------- | ---------------------------------------------- | ------------------------------------------- | ----------------------------------------- |
| 1932    | Thomas Green (GBR) 4 h 50 min 10 s             | Janis Dalins (LAT) 4 h 57 min 20 s          | Ugo Frigerio (ITA) 4 h 59 min 06 s        |
| 1936    | Harold Whitlock (GBR) 4 h 30 min 41 s 4 (WR)   | Arthur Schwab (SUI) 4 h 32 min 09 s 2       | Adalberts Bubenko (LAT) 4 h 32 min 42 s 2 |
| 1948    | John Ljunggren (SWE) 4 h 41 min 52 s           | Gaston Godel (SUI) 4 h 48 min 17 s          | Tebbs Lloyd-Johnson (GBR) 4 h 48 min 31 s |
| 1952    | Giuseppe Dordoni (ITA) 4 h 28 min 07 s 8 (OR)  | Josef Dolezal (TCH) 4 h 30 min 17 s 8       | Antal Róka (HUN) 4 h 31 min 27 s 2        |
| 1956    | Norman Read (NZL) 4 h 30 min 43 s              | Yevgeniy Maskinskov (URS) 4 h 32 min 57 s   | John Ljunggren (SWE) 4 h 35 min 02 s      |
| 1960    | Don Thompson (GBR) 4 h 25 min 30 s 0 (OR)      | John Ljunggren (SWE) 4 h 25 min 47 s 0      | Abdon Pamich (ITA) 4 h 27 min 55 s 4      |
| 1964    | Abdon Pamich (ITA) 4 h 11 min 13 s (OR)        | Paul Nihill (GBR) 4 h 11 min 31 s           | Ingvar Pettersson (SWE) 4 h 14 min 18 s   |
| 1968    | Christoph Höhne (GDR) 4 h 20 min 13 s 6        | Antal Kiss (HUN) 4 h 30 min 17 s 0          | Larry Young (USA) 4 h 31 min 55 s 4       |
| 1972    | Bernd Kannenberg (FRG) 3 h 56 min 11 s 6 (WR)  | Veniamin Soldatenko (URS) 3 h 58 min 24 s 0 | Larry Young (USA) 4 h 00 min 46 s 0       |
| 1976    | Épreuve non disputée                           | Épreuve non disputée                        | Épreuve non disputée                      |
| 1980    | Hartwig Gauder (GDR) 3 h 49 min 24 s (OR)      | Jorge Llopart (ESP) 3 h 51 min 25 s         | Evgeni Ivchenko (URS) 3 h 56 min 32 s     |
| 1984    | Raúl González (MEX) 3 h 47 min 26 s            | Bo Gustafsson (SWE) 3 h 53 min 19 s         | Sandro Bellucci (SWE) 3 h 53 min 45 s     |
| 1988    | Vyacheslav Ivanenko (URS) 3 h 38 min 29 s (OR) | Ronald Weigel (GDR) 3 h 38 min 56 s         | Hartwig Gauder (GDR) 3 h 39 min 45 s      |
| 1992    | Andrey Perlov (EUN) 3 h 50 min 13 s            | Carlos Mercenario (MEX) 3 h 52 min 09 s     | Ronald Weigel (GER) 3 h 53 min 45 s       |
| 1996    | Robert Korzeniowski (POL) 3 h 43 min 30 s      | Mikhail Shchennikov (RUS) 3 h 43 min 46 s   | Valentí Massana (ESP) 3 h 44 min 19 s     |
| 2000    | Robert Korzeniowski (POL) 3 h 42 min 22 s      | Aigars Fadejevs (LAT) 3 h 43 min 40 s       | Joel Sánchez (MEX) 3 h 44 min 36 s        |
| 2004    | Robert Korzeniowski (POL) 3 h 38 min 46 s      | Denis Nizhegorodov (RUS) 3 h 42 min 50 s    | Aleksey Voyevodin (RUS) 3 h 43 min 34 s   |
| 2008    | Alex Schwazer (ITA) 3 h 37 min 09 s (OR)       | Jared Tallent (AUS) 3 h 39 min 27 s         | Denis Nizhegorodov (RUS) 3 h 40 min 14 s  |
| 2012    | Jared Tallent (AUS) 3 h 36 min 53 s            | Si Tianfeng (CHN) 3 h 37 min 16 s           | Robert Heffernan (IRL) 3 h 37 min 54 s    |
| 2016    | Matej Tóth (SVK) 3 h 40 min 58 s               | Jared Tallent (AUS) 3 h 41 min 16 s         | Hirooki Arai (JPN) 3 h 41 min 24 s        |
| 2020    | Dawid Tomala (POL) 3 h 50 min 8 s              | Jonathan Hilbert (GER) 3 h 50 min 44 s      | Evan Dunfee (CAN) 3 h 50 min 59 s         |

#### Autres distances
| Édition | Distance | Or                                         | Argent                                | Bronze                                 |
| ------- | -------- | ------------------------------------------ | ------------------------------------- | -------------------------------------- |
| 1908    | 3 500 m  | George Larner (GBR) 14 min 55 s 0          | Ernest Webb (GBR) 15 min 7 s 4        | Harry Kerr (ANZ) 15 min 43 s 4         |
| 1908    | 10 miles | George Larner (GBR) 1 h 15 min 57 s 4 (RM) | Ernest Webb (GBR) 1 h 17 min 31 s 0   | Edward Spencer (GBR) 1 h 21 min 20 s 2 |
| 1912    | 10 km    | George Goulding (CAN) 46 min 28 s 4        | Ernest Webb (GBR) 46 min 50 s 4       | Fernando Altimani (ITA) 47 min 47 s 6  |
| 1920    | 3 000 m  | Ugo Frigerio (ITA) 13 min 14 s 2           | George Parker (AUS) 13 min 20 s 6     | Richard Remer (USA) 13 min 23 s 6      |
| 1920    | 10 km    | Ugo Frigerio (ITA) 48 min 06 s 2           | Joseph Pearman (USA) 49 min 49 s 8    | Charles Gunn (GBR) 49 min 54 s 4       |
| 1924    | 10 km    | Ugo Frigerio (ITA) 47 min 49 s 0           | Gordon Goodwin (GBR) 48 min 37 s 9    | Cecil McMaster (RSA) 49 min 8 s 0      |
| 1948    | 10 km    | John Mikaelsson (SWE) 45 min 13 s 2        | Ingemar Johansson (SWE) 45 min 43 s 8 | Fritz Schwab (SUI) 46 min 00 s 2       |
| 1952    | 10 km    | John Mikaelsson (SWE) 45 min 02 s 8 (OR)   | Fritz Schwab (SUI) 45 min 41 s 0      | Bruno Junk (URS) 45 min 41 s 0         |

### Records olympiques
| Temps           | Athlète             | Lieu        | Date              | Record |
| --------------- | ------------------- | ----------- | ----------------- | ------ |
| 1 h 31 min 27 s | Leonid Spirin       | Melbourne   | 28 novembre 1956  |        |
| 1 h 29 min 34 s | Ken Matthews        | Tokyo       | 15 octobre 1964   |        |
| 1 h 26 min 42 s | Peter Frenkel       | Munich      | 31 août 1972      |        |
| 1 h 24 min 40 s | Daniel Bautista     | Montréal    | 23 juillet 1976   |        |
| 1 h 23 min 13 s | Ernesto Canto       | Los Angeles | 3 août 1984       |        |
| 1 h 19 min 57 s | Jozef Pribilinec    | Séoul       | 23 septembre 1988 |        |
| 1 h 18 min 59 s | Robert Korzeniowski | Sydney      | 28 septembre 2000 |        |
| 1 h 18 min 46 s | Chen Ding           | Londres     | 4 août 2012       |        |

| Temps           | Athlète              | Lieu        | Date              | Record |
| --------------- | -------------------- | ----------- | ----------------- | ------ |
| 4 h 50 min 10 s | Thomas William Green | Los Angeles | 3 août 1932       |        |
| 4 h 30 min 41 s | Harold Whitlock      | Berlin      | 5 août 1936       |        |
| 4 h 28 min 7 s  | Giuseppe Dordoni     | Helsinki    | 21 juillet 1952   |        |
| 4 h 25 min 30 s | Don Thompson         | Rome        | 7 septembre 1960  |        |
| 4 h 11 min 12 s | Abdon Pamich         | Tokyo       | 18 octobre 1964   |        |
| 3 h 56 min 11 s | Bernd Kannenberg     | Munich      | 3 septembre 1972  |        |
| 3 h 49 min 24 s | Hartwig Gauder       | Moscou      | 30 juillet 1980   |        |
| 3 h 47 min 26 s | Raúl González        | Los Angeles | 11 août 1984      |        |
| 3 h 38 min 29 s | Vyacheslav Ivanenko  | Séoul       | 30 septembre 1988 |        |
| 3 h 37 min 9 s  | Alex Schwazer        | Pékin       | 22 août 2008      |        |
| 3 h 36 min 53 s | Jared Tallent        | Londres     | 11 août 2012      |        |

L'épreuve du 50 km marche étant supprimée pour les Jeux de Paris de 2024, le record olympique de la discipline demeurera celui de Jared Tallent établi aux Jeux de Londres en 2012.

## Femmes

### Historique

#### 1992-2004
La première épreuve féminine de marche athlétique disputée dans le cadre des Jeux olympiques se déroule en 1992 à Barcelone sous la forme d'un 10 kilomètres marche. En tête de la course à un kilomètre de l'arrivée en compagnie de sa compatriote de l'équipe unifiée de l’ex-URSS Yelena Nikolayeva, et des Chinoises Chen Yueling et Li Chunxiu, la championne du monde 1991 Alina Ivanova reçoit un troisième avertissement à quelques mètres de l'arrivée et est disqualifiée. Le podium est serré : Chen Yueling est médaillée d'or en 44 min 32 s, Yelena Nikolayeva médaillée d'argent en 44 min 33 s et Li Chunxiu médaillée de bronze en 44 min 41 s.
Quatre ans plus tard à Atlanta, toujours sur la distance de 10 km, Yelena Nikolayeva décroche le titre olympique en 41 min 29 s après avoir notamment bénéficié de la disqualification de la favorite de l'épreuve, sa compatriote russe Irina Stankina aux environs des 6 km. L'Italienne Elisabetta Perrone s'adjuge la médaille d'argent en 42 min 12 s et la Chinoise Wang Yan la médaille de bronze en 42 min 19 s.
En 2000, l'épreuve féminine de marche se dispute désormais sur la distance de 20 km. À Sydney, l'une des favorites de la course, la Chinoise Liu Hongyu est disqualifiée à 5 km de l'arrivée alors qu'elle figurait en première position. Elisabetta Perrone, puis l'Australienne Jane Saville, qui avaient repris successivement la tête de la course, reçoivent également trois avertissements de la part des juges et sont disqualifiées. La victoire revient finalement à la Chinoise Wang Liping qui l'emporte en 1 h 29 min 5 s, devant la Norvégienne Kjersti Plätzer (1 h 29 min 33 s) et l'Espagnole María Vasco (1 h 30 min 23 s).
Aux Jeux olympiques de 2004 à Athènes, la Grecque Athanasía Tsoumeléka créée la surprise en s'imposant dans le temps de 1 h 29 min 12 s, record personnel, devant la favorite russe Olimpiada Ivanova, championne du monde à Edmonton, médaillée d'argent en 1 h 29 min 16 s et Jane Saville, troisième en 1 min 29 s 25.

#### Depuis 2008
La Russe Olga Kaniskina, championne du monde à Osaka un an plus tôt, remporte le 20 kilomètres marche des Jeux olympiques de 2008 à Pékin. Elle y établit le temps de 1 h 26 min 31 s et améliore de près de deux minutes trente le record olympique de Wang Liping. La Norvégienne Kjersti Plätzer, qui s'adjuge une nouvelle médaille d'argent après Sydney en 2000, termine à près de 30 secondes de Kaniskina en 1 h 27 min 7 s (nouveau record national). L'Italienne Elisa Rigaudo complète le podium en 1 h 27 min 12 s et termine juste devant la Chinoise Liu Hong.
En 2012, lors des Jeux olympiques de Londres, la Russe Elena Lashmanova remporte initialement l'épreuve en 1 h 25 min 2 s et améliore à cette occasion de six secondes le record du monde de la discipline détenue par sa compatriote Vera Sokolova. L'autre russe Olga Kaniskina se classe deuxième de l'épreuve en 1 h 25 min 9 s, devant la Chinoise Qieyang Shenjie, troisième en 1 h 26 min 0 s. Cependant, Kaniskina  et Lashmanova sont disqualifiées pour dopage en 2015 et 2022, tout comme leur compatriote Anisya Kirdyapkina, 5e de la course. Les trois médailles reviennent donc à trois Chinoises, une première dans l'histoire de la marche aux JO : l'or est attribué à Qieyang Shenjie, l'argent à Liu Hong et le bronze à Lü Xiuzhi.
L'épreuve du 20 km des Jeux olympiques de 2016 se déroule en grande partie sur le Sambodrome de Rio de Janeiro. Liu Hong est la grande favorite de l'épreuve après son titre de championne du monde obtenu en 2015 (son troisième au total) et son record du monde réalisé un an auparavant. À l’entame du dernier kilomètre, Liu Hong est encore accompagnée par deux concurrentes : sa compatriote Lü Xiuzhi et la Mexicaine María Guadalupe González. Mais elle parvient à faire la différence dans les derniers mètres de course en s'imposant de justesse dans le temps de 1 h 28 min 35 s, devant María Guadalupe González (1 h 28 min 37 s) et Lü Xiuzhi (1 h 28 min 42 s).
Lors des Jeux Olympiques de 2020, l'Italienne Antonella Palmisano décroche la médaille d'or du 20 km le jour de son trentième anniversaire en franchissant en première la ligne d'arrivée en 1 h 29 min 12 s (chrono le plus lent de l'histoire des Jeux). Dans les rues de Sapporo, Palmisano signe ainsi un doublé italien sur 20 km avec son compatriote Massimo Stano, vainqueur de l'épreuve masculine. Derrière elle, la Colombienne Sandra Arenas prend la médaille d'argent en 1 h 29 min 37 s, tandis que Liu Hong profite de la pénalité de la Brésilienne Erica Rocha de Sena dans les derniers mètres pour s'adjuger la médaille de bronze en 1 h 29 min 57 s. La Chinoise obtient ainsi la troisième breloque olympique de sa carrière sur cette distance.

### Palmarès

#### 10 km marche
| Édition | Or                                       | Argent                               | Bronze                       |
| ------- | ---------------------------------------- | ------------------------------------ | ---------------------------- |
| 1992    | Chen Yueling (CHN) 44 min 32 s           | Yelena Nikolayeva (EUN) 44 min 33 s  | Li Chunxiu (CHN) 44 min 41 s |
| 1996    | Yelena Nikolayeva (RUS) 41 min 49 s (OR) | Elisabetta Perrone (ITA) 42 min 12 s | Wang Yan (CHN) 42 min 19 s   |

#### 20 km marche
| Édition | Or                                         | Argent                                         | Bronze                              |
| ------- | ------------------------------------------ | ---------------------------------------------- | ----------------------------------- |
| 2000    | Wang Liping (CHN) 1 h 29 min 05 s (OR)     | Kjersti Plätzer (NOR) 1 h 29 min 33 s          | María Vasco (ESP) 1 h 30 min 23 s   |
| 2004    | Athanasía Tsoumeléka (GRE) 1 h 29 min 12 s | Olimpiada Ivanova (RUS) 1 h 29 min 16 s        | Jane Saville (AUS) 1 h 29 min 25 s  |
| 2008    | Olga Kaniskina (RUS) 1 h 26 min 31 s (OR)  | Kjersti Plätzer (NOR) 1 h 27 min 07 s          | Elisa Rigaudo (ITA) 1 h 27 min 12 s |
| 2012    | Qieyang Shenjie (CHN) 1 h 25 min 16 s (OR) | Liu Hong (CHN) 1 h 26 min 00 s                 | Lü Xiuzhi (CHN) 1 h 27 min 10 s     |
| 2016    | Liu Hong (CHN) 1 h 28 min 35 s             | María Guadalupe González (MEX) 1 h 28 min 37 s | Lü Xiuzhi (CHN) 1 h 28 min 42 s     |
| 2020    | Antonella Palmisano (ITA) 1 h 29 min 12 s  | Sandra Arenas (COL) 1 h 29 min 37 s            | Liu Hong (CHN) 1 h 29 min 57 s      |
| 2024    | Yang Jiayu (CHN) 1 h 25 min 54 s           | Sandra Arenas (ESP) 1 h 26 min 19 s            | Jemima Montag (AUS) 1 h 26 min 25 s |

### Multiples médaillées
| Rang | Athlète         | Pays    | Période   | Or | Argent | Bronze | Total |
| ---- | --------------- | ------- | --------- | -- | ------ | ------ | ----- |
| 1    | Liu Hong        | Chine   | 2012-2020 | 1  | 1      | 1      | 3     |
| 2    | Kjersti Plätzer | Norvège | 2000-2008 | 0  | 2      | 0      | 2     |
| 3    | Lü Xiuzhi       | Chine   | 2012-2016 | 0  | 0      | 2      | 2     |

### Records olympiques
| Temps           | Athlète         | Lieu    | Date              | Record |
| --------------- | --------------- | ------- | ----------------- | ------ |
| 1 h 29 min 5 s  | Liping Wang     | Sydney  | 28 septembre 2000 |        |
| 1 h 26 min 31 s | Olga Kaniskina  | Pékin   | 21 août 2008      |        |
| 1 h 25 min 16 s | Qieyang Shenjie | Londres | 11 août 2012      |        |

## Mixte

### Historique
L'épreuve de marche par équipes mixtes est créée lors des Jeux de Paris 2024 à la suite de la suppression du 50 km homme. Cette modification s'inscrit dans la volonté du Comité international olympique d'augmenter le nombre d'épreuves mixtes et de renforcer la parité entre les hommes et les femmes.
Cette épreuve a lieu pour la première fois le 7 août 2024 lors des Jeux olympiques de Paris. Chaque équipe est composée d'une femme et d'un homme, qui parcourront la distance d'un marathon (42,195 kilomètres) sous forme de relais, en quatre étapes de même distance.

### Palmarès
| Épreuves | Or                                    | Or              | Argent                                    | Argent          | Bronze                                     | Bronze          |
| -------- | ------------------------------------- | --------------- | ----------------------------------------- | --------------- | ------------------------------------------ | --------------- |
| 2024     | Espagne - Álvaro Martín - María Pérez | 2 h 50 min 31 s | Équateur - Brian Pintado - Glenda Morejón | 2 h 51 min 22 s | Australie - Rhydian Cowley - Jemima Montag | 2 h 51 min 38 s |

### Records olympiques
| Temps | Athlètes | Lieu  | Date        | Record |
| ----- | -------- | ----- | ----------- | ------ |
|       |          | Paris | 7 août 2024 |        |